# Кондамин (Јура)
Кондамин (фр. Condamine) насеље је и општина у источној Француској у региону Франш-Конте, у департману Јура која припада префектури Лон ле Соније.
По подацима из 2011. године у општини је живело 272 становника, а густина насељености је износила 74,52 становника/km². Општина се простире на површини од 3,65 km². Налази се на средњој надморској висини од 207 метара (максималној 224 m, а минималној 197 m).

## Демографија
| 1962. | 1968. | 1975. | 1982. | 1990. | 1999. | 2011. |
| ----- | ----- | ----- | ----- | ----- | ----- | ----- |
| 119   | 146   | 149   | 155   | 178   | 212   | 272   |

График промене броја становника у току последњих година